# أكجكال سموكن
اكجكال هو دُوَّار يقع بجماعة تمنارت، إقليم طاطا، جهة سوس ماسة في المملكة المغربية. ينتمي الدوّار لمشيخة سموكن التي تضم 7 دواوير. يقدر عدد سكانه ب400 نسمة حسب الإحصاء الرسمي للسكان والسكنى لسنة 2004.